# Lepidostoma sommermanae
Lepidostoma sommermanae är en nattsländeart som beskrevs av Ross 1946. Lepidostoma sommermanae ingår i släktet Lepidostoma och familjen kantrörsnattsländor. Inga underarter finns listade i Catalogue of Life.